# Atme in uns, Heiliger Geist
Atme in uns, Heiliger Geist ist ein Pfingstlied aus dem Genre der Neuen Geistlichen Lieder (NGL). Es entstand in Frankreich und wurde 1982 veröffentlicht. Seit 2013 gehört es in der Rubrik Pfingsten zu den Liedern des Gotteslob (GL346). Es ist in etwa 20 weiteren Liederbüchern enthalten.

## Geschichte
Text und Musik von Atme in uns, Heiliger Geist basieren auf dem französischen Lied Esprit de Dieu, souffle de vie, das Anfang der 1980er Jahre in der Gemeinschaft Emmanuel entstand. Der Text stammt von Jean-Marc Morin, die Melodie von Pierre und Viviane Mugnier. Das Lied wurde 1982 bei Emmanuel Songs veröffentlicht. Der Text wurde von Thomas Csanady und Roger Ibounigg ins Deutsche übersetzt.
Der Text beginnt mit einem Refrain, in dem der Heilige Geist gebeten wird, in uns zu atmen, in uns zu brennen, in uns zu wirken und als Atem Gottes zu kommen, mit all diesen Eigenschaften, die auf biblischen Quellen beruhen. Er wird um drei Verse erweitert.